# Fanni Halonen

Fanny (Fanni) Halonen, bild från början av 1930-talet.

Fanni Maria Halonen, född Kettunen 5 augusti 1902 i Kymmene, död 1 juni 1981, var en finländsk skådespelare. Hon var mor till skådespelaren Sakari Halonen.
Halonen verkade i Kuopio och Idensalmi som skådespelare under slutet 1920-talet och arbetade vid arbetarteatern i Åbo 1931–1943. Från 1947 verkade hon i Lahtis och tilldelades 1954 Pro Finlandia-medaljen.